# Provinciehuis Zuid-Holland
Het provinciehuis van Zuid-Holland bevindt zich op een van de drukste punten van Den Haag, vlak bij de plaats waar de A12 de stad binnenkomt. Het is een gebouw dat sinds 1963 beeldbepalend is voor de hoek van de Zuid-Hollandlaan en de Koningskade.

## Geschiedenis
Vanaf 1823 bevond zich het provinciehuis aan Korte Voorhout 9. Tot 1848 werd in de Statenzaal op het Binnenhof vergaderd, daarna op verscheidene locaties.
Door het bombardement op het Bezuidenhout ging dit provinciehuis in 1945 verloren. Op de  plek waar van 1863-1943 de Haagse Dierentuin was gevestigd werd besloten een nieuw gebouw neer te zetten. Het gebouw is van de hand van F.P.J. Peutz. De eerste ambtenaren konden in 1964 hun intrek nemen, de vergaderzaal kwam in 1975 gereed.
Vanaf 1995 tot en met 1998 is een deel van het gebouw gesloopt en vervangen door nieuwbouw. Sindsdien bestaat het gebouw uit twee nieuwbouwdelen en twee oudere delen. In een van deze oudere delen is het representatieve gedeelte met de werkruimten en vergaderruimten van het provinciebestuur ondergebracht.
Omringd door de vier gebouwen die samen het provinciehuis vormen, is een binnentuin met verschillende kunstwerken. Eronder is een parkeergarage.

## Oorlogsmonumenten

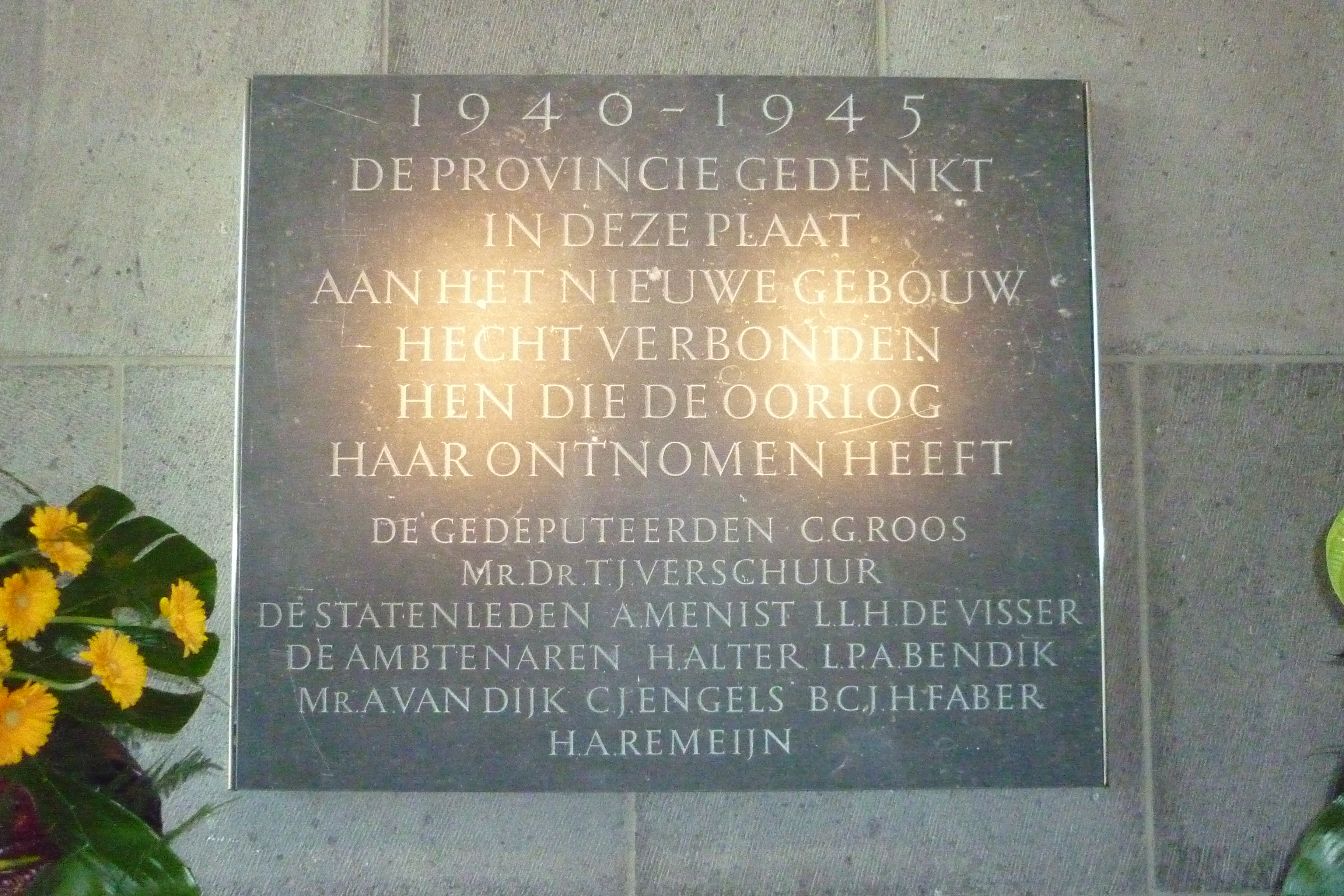
4 mei 2013

In de binnentuin van het provinciehuis is het monument Dwangarbeiders. Het bestaat uit een boom, waaromheen een roestvrijstalen band ligt, aan de binnenkant daarvan zijn mensenfiguren aangebracht.
In de hal van het provinciehuis is een plaquette aangebracht die herinnert aan de Tweede Wereldoorlog. De tekst luidt:

1940 - 1945
De provincie gedenkt
in deze plaat aan het nieuwe gebouw hecht verbonden
hen die de oorlog haar ontnomen heeft
de gedeputeerden C.G. Roos Mr. Dr. T.J. Verschuur
de Statenleden A. Menist L.L.H. Visser
de ambtenaren H. Alter L.P.A. Bendik Mr. A. van Dijk C.J. Engels B.C.J.H. Faber H.A. Remeijn

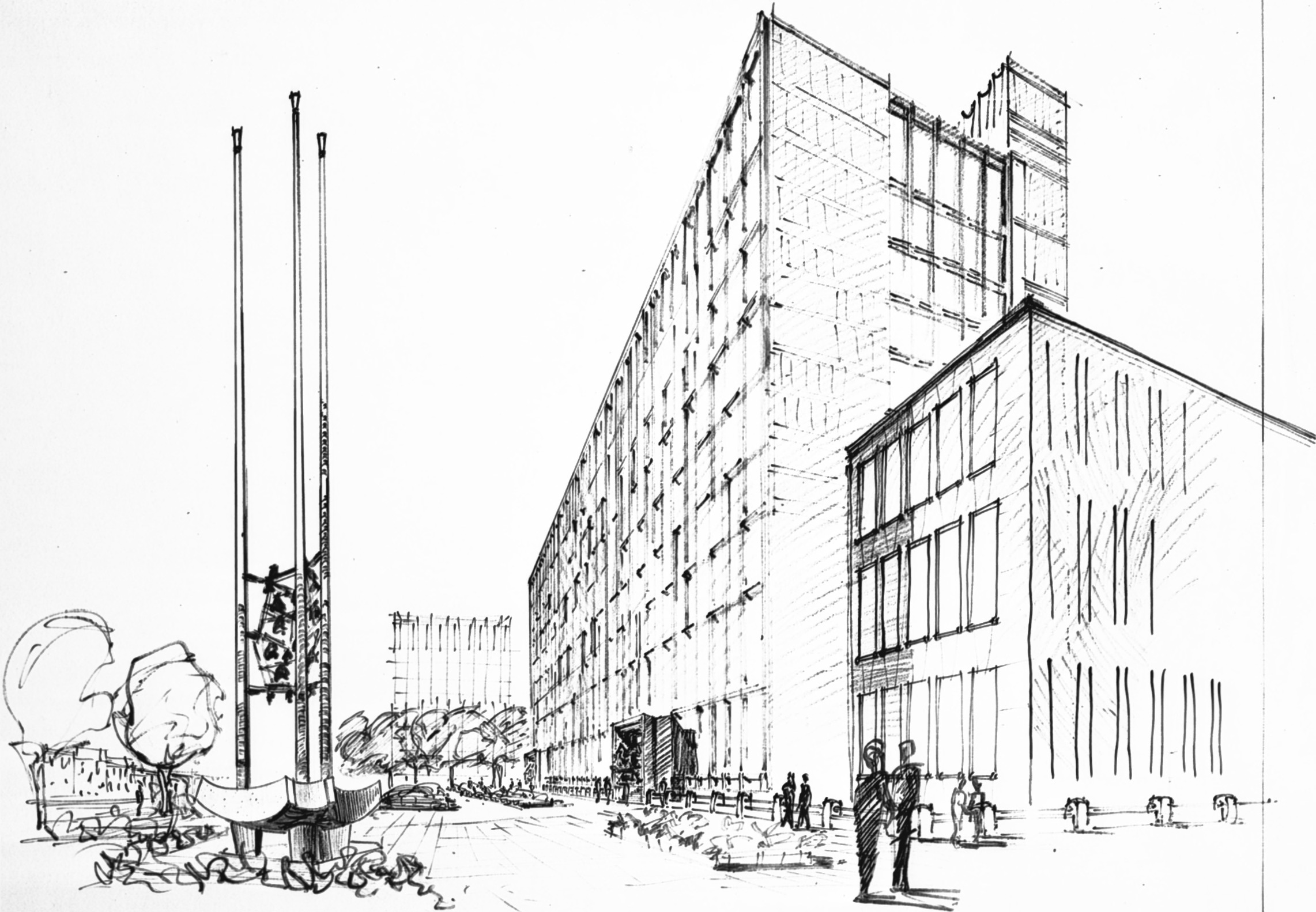
Schets van het provinciehuis
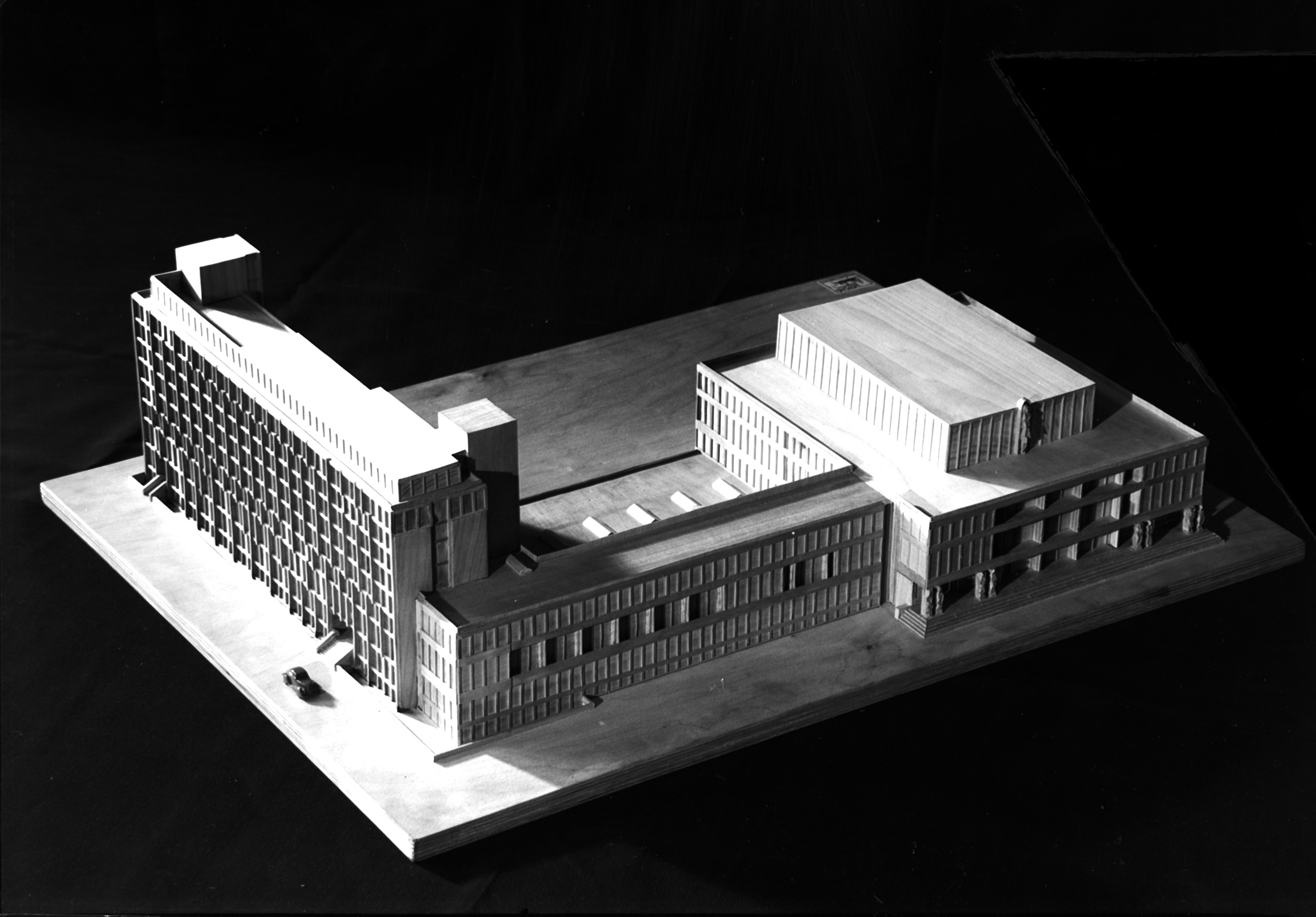
Bovenaanzicht maquette
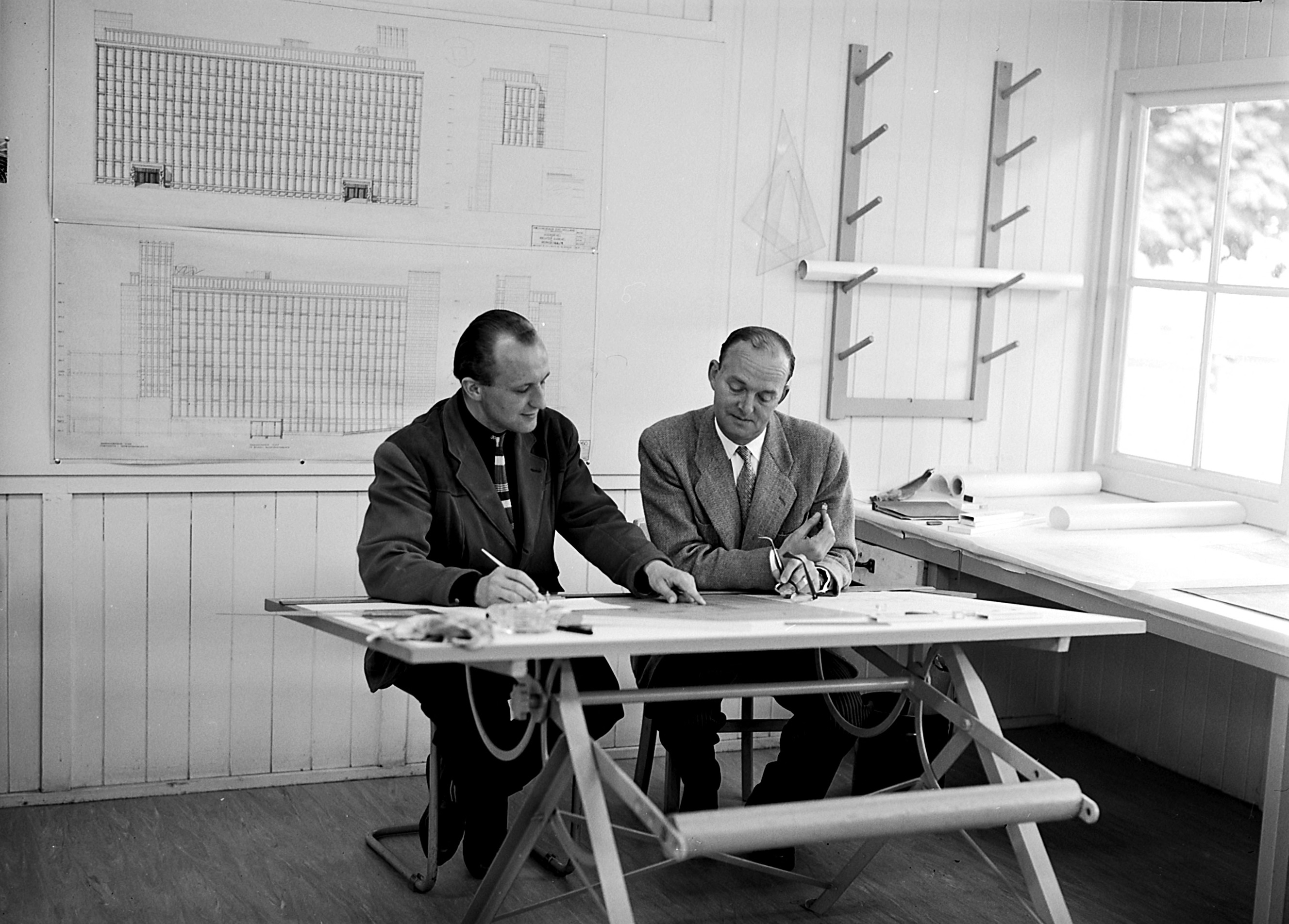
Links projectarchitect ir. K. Polgár en rechts de heer Werner, architect van de provincie Zuid-Holland.

Drenthe · Flevoland · Friesland · Gelderland · Groningen · Limburg · Noord-Brabant · Noord-Holland · Overijssel · Utrecht · Zeeland · Zuid-Holland